# Ove Høegh-Guldberg

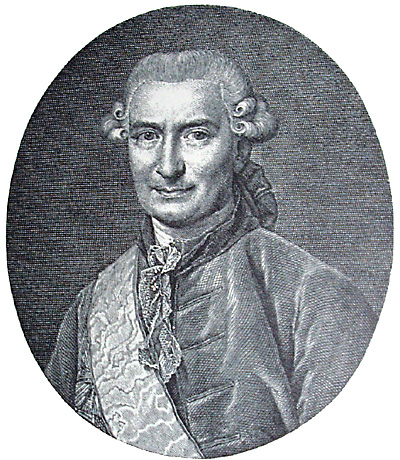
Ove Høegh-Guldberg

Ove Jørgensen Høegh-Guldberg (bis 1777 Guldberg;  * 1. September 1731 in Horsens; † 8. Februar 1808 in Dollerup nahe Viborg) war ein dänischer Theologe und Historiker. Von 1772 bis 1784 führte er faktisch die Regierung in Dänemark.

## Leben

### Herkunft und Ausbildung
Ove Høegh-Guldberg, Sohn des jütischen Kaufmanns und Leichenbestatters Jørgen Pedersen Høg (1683–1751) aus dessen zweiter Ehe mit der Pastorentochter Helene Dorthea Ovesdatter Guldberg (ca. 1697–1742). Weil seine Familie arm war, wuchs er bei dem Bruder seiner Mutter, dem Pastor Dines Guldberg in Gylling auf. Er nannte sich deshalb bis 1777 nur Guldberg nach der Familie seiner Mutter. Guldberg war kleinwüchsig.
Guldberg studierte seit 1749 Theologie in Kopenhagen und schloss das Studium mit dem Amtsexamen ab. Anschließend war er als Hauslehrer tätig und setzte sein Studium fort. 1761 wurde er zum Professor der Geredsamkeit an der Akademie Sorø ernannt. Seine Veröffentlichungen zeigen sein weitgefächertes Interesse: Er verfasste eine Einleitung in die römische Staatslehre und 1763 gab eine Übersetzung der Briefe des jüngeren Plinius heraus. Daneben beschäftigte er sich mit der Dichtung von John Milton (Tanker om Milton og den saakaldte religiøse Poesi (1761)). Bei einer Preisaufgabe der  Gesellschaft zur Förderung der schönen Wissenschaften gewann er 1761 einen Preis.

### Lehrer des Erbprinzen Friedrich
1764 verließ Guldberg Sorø und nahm eine Stelle als Hauslehrer des Erbprinzen Friedrich (* 1753) an. Friedrich war der Sohn des Königs Friedrich V. und dessen zweiter Frau Königin Juliane. Vorher war der Prinz zusammen mit seinem älteren Halbbruder, dem Kronprinzen und ab 1766 König Christian VII., von Élie-Salomon-François Reverdil unterricht worden. Anders als der der Aufklärung zugewandte Reverdil war Guldberg politisch konservativ und Anhänger des im Königsgesetz von 1668 festgeschrieben Absolutismus. Theologisch war er ein Anhänger von Christian Wolff. Er verfasste die Schulbücher für seinen Unterricht selbst, u. a. eine Einleitung in die natürliche Religion (Den naturlige Religion som en Indledning til den Aabenbarede (1765)) und eine dreibändige Weltgeschichte (1768–72), die allerdings nur bis zum Peloponnesischen Krieg reichte.
Als Lehrer des Prinzen wurde Guldberg auch zum Vertrauten von dessen Mutter, der Königswitwe Juliane. 1771 wurde er der private Kabinettssekretär des Prinzen. Im selben Jahr verfasste er anonym mit Azan eller den fra Gield udfriede Fyrste (Azan oder der vom Gold befreite Fürst) eine Darstellung seines Idealstaates, eines autoritären Staates mit einem absoluten Herrscher, in dem Wachmänner überwachen, ob die Bürger ihre Kinder gut erziehen und sparsam wirtschaften. Fortschrittlich zu seiner Zeit war, dass Guldbergs Idealstaat auch soziale Aufgaben wahrnehmen sollte. Zu dieser Zeit hatte Johann Friedrich Struensee die Regierung für den psychisch beeinträchtigten König übernommen und zahlreiche Reformen eingeführt, zu denen sowohl eine Verschlankung des Staats als auch Sozialfürsorge gehörten. Zu den neuen Gesetzen gehörte auch die Pressefreiheit, die Guldberg erst die Veröffentlichung dieses Textes ermöglichte.

### Struensees Sturz und Guldbergs Regentschaft
Guldberg gehörte zu den erklärten Gegnern von Struensees Reformen. Er sah in Struensee einerseits eine Gefahr für die Absolute Monarchie, andererseits empfand er wie ein Großteil der Bevölkerung den deutschen Arzt als „Dänenfeind“. Guldberg veröffentlichte unter dem Pseudonym Philodanus mehrere gegen Struensee gerichtete Flugschriften. Unterstützt wurde Guldberg in seiner Kampagne von der Königswitwe Juliane, die auf diese Weise ihrem eigenen Sohn auf den Thron verhelfen wollte.
Bei dem Staatsstreich, mit dem Struensee am 17. Januar 1772 festgenommen wurde, seiner Hinrichtung und der Verbannung der Königin Caroline Mathilde war Guldberg führend beteiligt. Mit der Verordnung vom 13. Februar 1772 wurde die struenseeische Kabinettsregierung aufgelöst und die Regierungsgewalt in die Hände des Geheimen Staatsrats gelegt. Als Kabinettssekretär des Erbprinzen wurde Guldberg zum Leiter der neuen Regierung, ohne dazu formell ernannt worden zu sein. Seine Macht gründet vor allem in dem Vertrauen, das die Königswitwe Juliane und Erbprinz Friedrich in ihn setzten. Er war zwar Mitglied in etlichen Ausschüssen, die offizielle Regierung lag in den Händen anderer: Andreas Peter von Bernstorff war 1773 zum Staatsminister des Äußeren und Direktor der deutschen Kanzlei ernannt worden. Unter seiner Leitung kam der Vertrag von Zarskoje Selo zustande, der den dänischen Gesamtstaat begründete. Heinrich Carl von Schimmelmann spielte nach wie vor die führende Rolle im Finanzbereich. Offizielle Titel erhielt Gulldberg erst später: Zunächst wurde er am 3. Juni 1773 Assessor der Schatzkammer. Am 11. Oktober 1774 wurde er zum Geheimen Kabinettssekretär des Königs ernannt. Am 14. Mai 1776 wurde er Staats- und Gemeinkabinettssekretär. Am 22. November 1780 erhielt er den Titel eines Geheimrats und wenige Tages später den des Geheimen Staatsrats. Zum wirklichen Geheimen Staatsminister wurde er erst am 6. April 1784.
Guldberg restaurierte durch zahlreiche Präsidialerlasse die absolutistische Monarchie, indem er viele von Struensee geschaffenen Reformen widerrief. Dazu zählten die Wiedereinführung der Pressezensur, die Rückforderung verkaufter Domänen und die Erneuerung der unbegrenzten bäuerlichen Hofdienstpflicht (1773). Durch die Bestimmung, dass im Heer ausschließlich Dänisch als Amts- und Kommandosprache zulässig sei (1773), sowie ein gemeinsam mit Joachim Otto Schack-Rathlou 1776 erlassenes Indigenatsgesetz, das nur Dänen aus dem Königreich, aber nicht jenen aus anderen Teilen des dänischen Gesamtstaats den Zugang zu öffentlichen Ämtern im Königreich ermöglichte, drängte er besonders den deutschen Einfluss entscheidend zurück. Davon betroffen war u. a. Bernstorff, der 1780 zurücktreten musste. Neuer Außenminister wurde der dänische Graf Rosencrone. Die Wirkung der Regierungszeit dieses „konservativen Emporkömmlings“ wird heute in der dänischen Geschichtswissenschaft vor allem darin gesehen, dass das „Selbstbewusstsein des dänischen Bürgertums gestärkt [wurde] und das Bewusstsein einer eigenständigen dänischen Kultur wuchs“. Unter Høegh-Guldberg verstärkten sich die „Wurzeln zu jener bis heute nachwirkenden Distanz“ gegenüber Deutschland.
Guldberg wandte sich auch dezidiert gegen jegliches separatistisches Gedankengut, wie es in Norwegen aufkam; überliefert sind seine Aussprüche „Diese abscheulichen Schwätzer in Christiania“ und „Es gibt keine Norweger, alle sind wir Bürger des dänischen Staates“. Die unter Struensee gegründete Norske Kammer, die eigenständige Regierung Norwegens, wurde aufgelöst. Auch die Herzogtümer Schleswig und Holstein sollten enger an den Gesamtstaat gebunden werden. Nach dem Indigenatsgesetz durfte dort nur als Beamter oder Prediger angestellt werden, wer zuvor mindestens zwei Jahre in Dänemark oder an der Universität Kiel studiert hatte.
Am 29. Januar 1776 wurde Guldberg der Dannebrogorden verliehen. 1777 wurde er nobilitiert und nannte sich fortan Høegh-Guldberg.

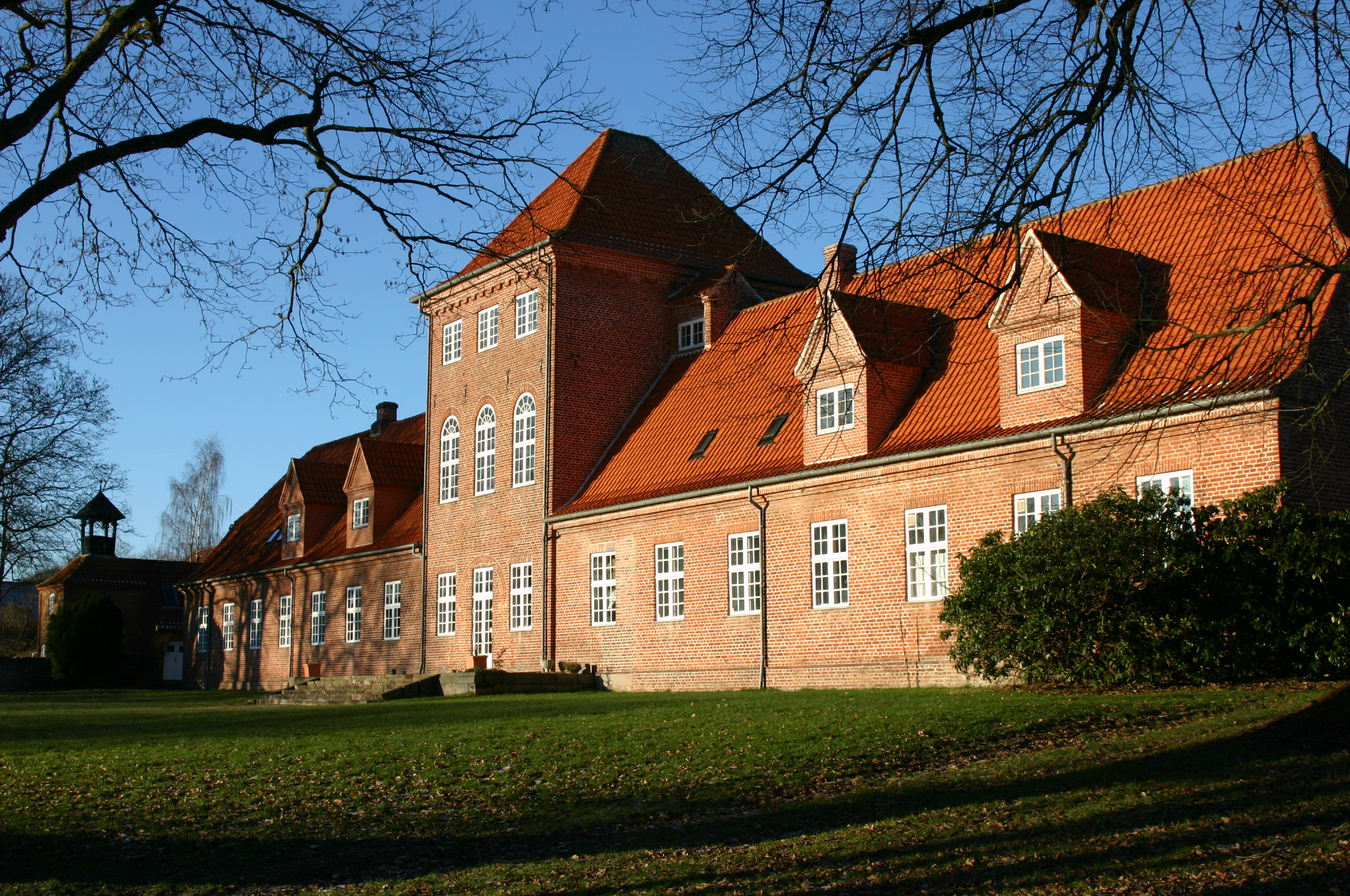
Herrengut Hald Hovedgård in Dollerup

### Absetzung und Alter
Wenige Tage nach seiner formellen Ernennung zum Staatsminister am 6. April 1784 wurde er von dem aufgeklärten 16-jährigen Kronprinzen Friedrich VI. nach dessen Coup d’État am 14. April zur Abdankung gezwungen. Der Kabinettsrat wurde aufgehoben. Die neue Regierung unterstand allein dem Kronprinzen, der Bernstorff zurückrief. Høegh-Guldbergs Nachfolger als Staatsminister wurde Heinrich Wilhelm von Huth.
Høegh-Guldberg wurde zum Amtmann von Stjernholm bei Horsens und nach Auflösung dieses Amts zum Stiftsamtmann von Aarhus. Dieses Amt übte er bis 1802 aus. In dieser Zeit wandte er sich auch wieder der Theologie zu und verfasste zwei Kommentare zum Neuen Testament.
Anschließend zog er sich auf sein Herrengut Hald in Dollerup zurück, das er 1798 gekauft hatte. Dort starb er 1808 im Alter von 76 Jahren.

## Werke
Guldberg verfasste als Professor in Sorø und als Prinzenerzieher mehrere theologische und historische Werke, von denen die meisten bald in Vergessenheit gerieten. Unter seiner Regentschaft wurde am 11. Mai 1775 eine neue Schulordnung erlassen. Danach sollte in den Lateinschulen auch das Nationalgefühl gestärkt werden. Mit der Verfassung des Schulbuchs Store og gode Handlinger af Danske, Norske og Holstenere (Große und gute Taten von Dänen, Norwegern und Holsten) (1777) beauftragte er Ove Malling. Als Standardwerk für den Geschichtsunterricht blieb Store og gode Handlinger bis weit ins 19. Jahrhundert in Gebrauch. 
Zusammen mit Ludvig Harboe gab er 1778 ein neues Gesangbuch heraus. Ein Drittel der Lieder stammte von der von ihm geförderten Dichterin Birgitte Cathrine Boye.
1781 wurde Høegh-Guldberg zum Ehrenmitglied der Göttinger Akademie der Wissenschaften gewählt.

## Familie
Guldberg heiratete am 30. Juli 1762 Cathrine Marie Nørlem (* 30. April 1736 in Bygholm Mølle). Sie starb bereits am 1. Januar 1763 in Sorø. Eine zweite Ehe ging Guldberg am 10. Februar 1769 mit ihrer Schwester Lucie Emmerentze Nørlem (* 12. März 1738; † 5. September 1807 in Hald) ein. Aus dieser Ehe stammten die vier Söhne:
- Frederik Høegh-Guldberg (1771–1852) führte als Pädagoge und Dichter die Kampagne seines Vaters zur Förderung der dänischen Sprache fort
- Peder Høegh-Guldberg (1776–1809), Dichter
- Christian Høegh-Guldberg (1777–1867), Offizier
- Julius Høegh-Guldberg (1779–1861), Offizier und Kommunalpolitiker